# فيليبي أوليفيرا بابتيستا
فيليبي أوليفيرا بابتيستا هو مصمم أزياء برتغالي، ولد في 1975.